# Glonville

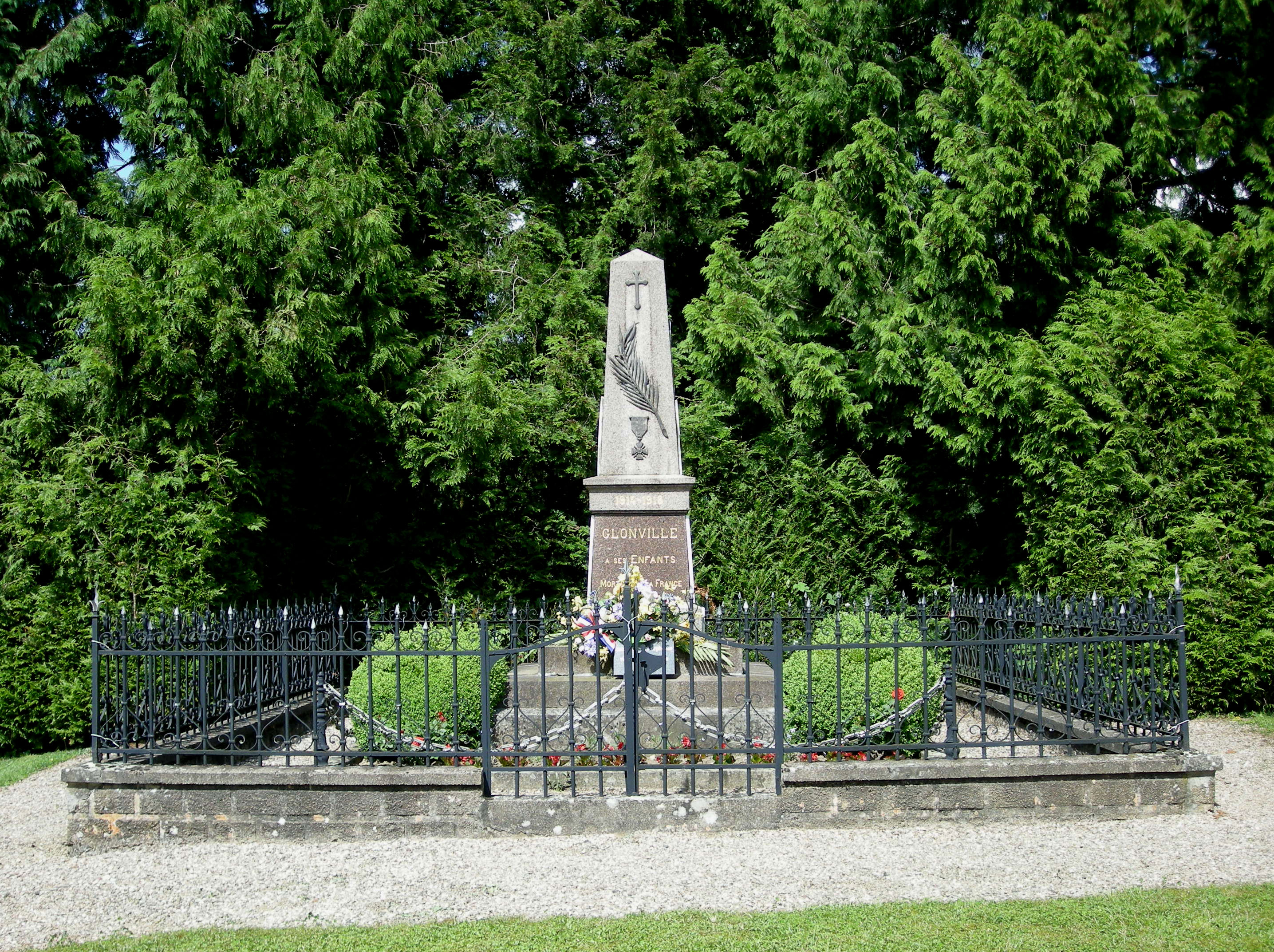
Pomnik w Glonville (2008)

Glonville – miejscowość i gmina we Francji, w regionie Grand Est, w departamencie Meurthe i Mozela.
Według danych na rok 1990 gminę zamieszkiwało 366 osób, a gęstość zaludnienia wynosiła 20 osób/km² (wśród 2335 gmin Lotaryngii Glonville plasuje się na 691. miejscu pod względem liczby ludności, natomiast pod względem powierzchni na miejscu 225.).

## Populacja

Populacja Glonville w latach 1962–2008